# Bakdaulet Almentay
Bakdaulet Almentay (19 de diciembre de 1995), es un luchador kazajo de lucha libre. Ganó una medalla de bronce en Campeonato Asiático de 2016. Tercero en el Campeonato Mundial de Juniores del año 2015.